# Rohod
Rohod is een plaats (község) en gemeente in het Hongaarse comitaat Szabolcs-Szatmár-Bereg. Rohod telt 1319 inwoners (2001).